# Poncho de Nigris
Alfonso de Nigris Guajardo (Monterrey, Nuevo León, 3 de marzo de 1976) conocido como Poncho de Nigris, es una personalidad de televisión e influencer mexicano. Saltó a la fama en 2003 como concursante de la segunda temporada de Big Brother México, lo que le permitió actuar en las telenovelas Código postal (2006) y Central de abasto (2008), así como participar en el espectáculo teatral de striptease Sólo para mujeres.
Entre 2010 y 2016 fue presentador en diversos programas de Multimedios Televisión y Televisa Monterrey. Posteriormente, ganó notoriedad en redes sociales, lo que lo llevó a participar en la primera temporada de La casa de los famosos México en 2023. Es hermano de los exfutbolistas Aldo y Antonio de Nigris.

## Biografía
Alfonso de Nigris Guajardo nació el 3 de marzo de 1976 en Monterrey, Nuevo León. Hijo de Alfonso de Nigris Dávila y de Leticia Guajardo Cantú, es el mayor de los hermanos Antonio de Nigris y Aldo de Nigris. Es egresado de la Universidad Regiomontana como Licenciado en Administración de Empresas. Inició su carrera en el mundo del espectáculo tras participar en la segunda temporada del reality show, Big Brother (México).

## Filmografía

### Televisión
| Año         | Título                | Personaje   | Ref.  |
| ----------- | --------------------- | ----------- | ----- |
| 2016        | Poncho en Domingo     | Presentador | [ 4 ] |
| 2012 - 2013 | El Club del Italiano  | Presentador | [ 5 ] |
| 2011 - 2012 | PGB (Pura Gente Bien) | Presentador | [ 6 ] |
| 2010        | Vivalavi              | Presentador | [ 7 ] |

### Reality Show
| Año  | Título                             | Notas          | Ref.   |
| ---- | ---------------------------------- | -------------- | ------ |
| 2025 | Secretos de pareja                 | Participante   | [ 8 ]  |
| 2023 | La casa de los famosos México      | 3.er finalista | [ 9 ]  |
| 2023 | MasterChef Celebrity México        | 3.er eliminado | [ 10 ] |
| 2020 | ¿Quién es la máscara?              | 1.er eliminado | [ 11 ] |
| 2019 | Mitad y Mitad Juegos de Amor       | Coach          | [ 12 ] |
| 2014 | Mitad y Mitad Lecciones de Amor    | Coach          | [ 13 ] |
| 2011 | Mitad y Mitad Juegos de Amor       | Protagonista   | [ 14 ] |
| 2006 | Bailando por la boda de mis sueños | 1.er eliminado | [ 15 ] |
| 2005 | Big Brother 3R (Tercera temporada) | Participante   | [ 16 ] |
| 2003 | Big Brother                        | 3.er finalista | [ 17 ] |

### Telenovelas
| Año  | Título            | Personaje      | Ref.   |
| ---- | ----------------- | -------------- | ------ |
| 2011 | Méteme gol        | Beny Terranova | [ 18 ] |
| 2008 | Central de abasto | Él mismo       | [ 19 ] |
| 2006 | Código postal     | Mateo          | [ 20 ] |